# ヴァルト＝ミヒェルバッハ
ヴァルト＝ミヒェルバッハ (ドイツ語: Wald-Michelbach) はドイツ連邦共和国ヘッセン州ベルクシュトラーセ郡に属す町村（以下、本項では便宜上「町」と記載する）。この町はオーデンヴァルト内にあり、廃線となったユーバーヴァルト鉄道沿いに位置する。

## 地理

### 隣接する市町村
ヴァルト＝ミヒェルバッハは、北はグラーゼレンバッハ、東はモッサウタール、ベーアフェルデン、ローテンベルク（東の3市町村はオーデンヴァルト郡）、南はエーバーバッハのブロムバッハ区、ヘッデスバッハ、ハイリヒクロイツシュタイナハ（南の3市町村はいずれもバーデン＝ヴュルテンベルク州ライン＝ネッカー郡）、西はアプトシュタイナハ、メルレンバッハ、リムバッハと境を接する。

### 自治体の構成
| - ジーデルスブルン - ガーデルン - アフォルターバッハ - クライダハ - アシュバッハ - オーバー＝シェーンマッテンヴァグ | - ウンター＝シェーンマッテンヴァグ - ハルテンロート - コッヒャーバッハ - オーバー＝メンゲルバッハ - シュタレンカンデル - ヴァルト＝ミヒェルバッハ |

## 町域の拡大

### 町村合併
- 1970年12月1日: ハルテンロート
- 1971年1月1日: ガーデルン、クライダハ
- 1971年10月1日: アシュバッハ
- 1972年1月1日: ジーデルスブルン、オーバー＝シェーンマッテンヴァク、ウンター＝シェーンマッテンヴァグ
- 1972年8月1日: アフォルターバッハ、コッヒャーバッハ

## 行政

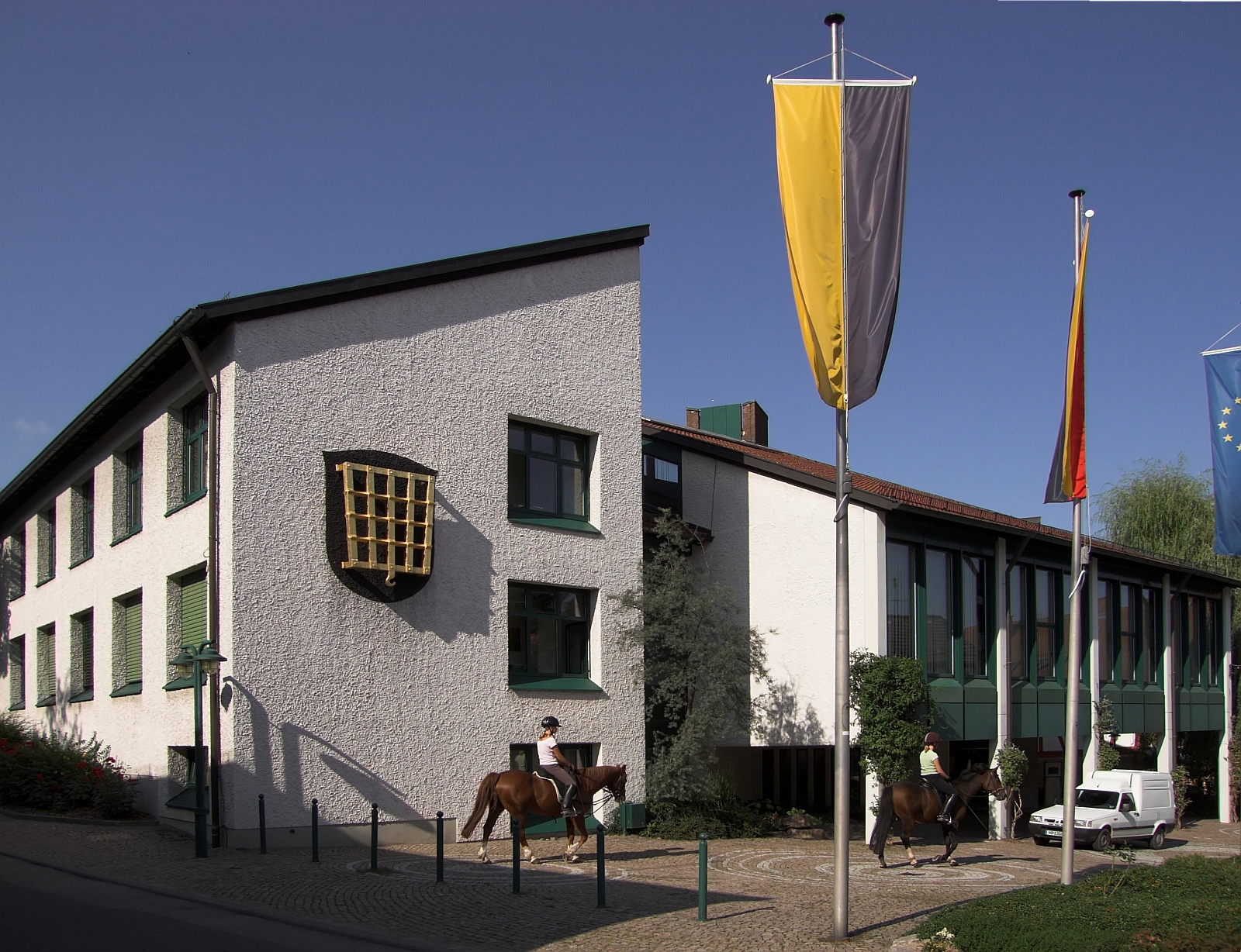
ヴァルト＝ミヒェルバッハの町役場

### 議会
この町の議会は37議席からなる。

### 首長
この町の町長は2017年からザッシャ・ヴェーバー (SPD) が務める。

### 友好都市
- モンミライユ（フランス語版、英語版）（フランス、マルヌ県）
- ハソックス（イギリス、ウェスト・サセックス）

## 経済
この町やその周辺の労働者の多くはコロネット社に務めている。

## 教育
- ユーバーヴァルト・ギムナジウム
- ドラッヒェンシューレ・オーデンヴァルト（オルタナティヴ・スクール）

この他、基礎課程学校や本課程学校がある。

## 余暇とスポーツ施設
ヴァルト＝ミヒェルバッハには2003年に改修された屋外プールがある。また2000年に古い運動場跡に造られた人工芝のサッカーグランドもある。ここではSGヴァルト＝ミヒェルバッハやSVアイントラハト・ヴァルト＝ミヒェルバッハがプレイしている。さらには体育館もあり、SGヴァルト＝ミヒェルバッハやTV02ジーデルスブルンのハンドボールチームやÜSCヴァルト＝ミヒェルバッハのバレーボールチームが利用している。

## 文化と見所

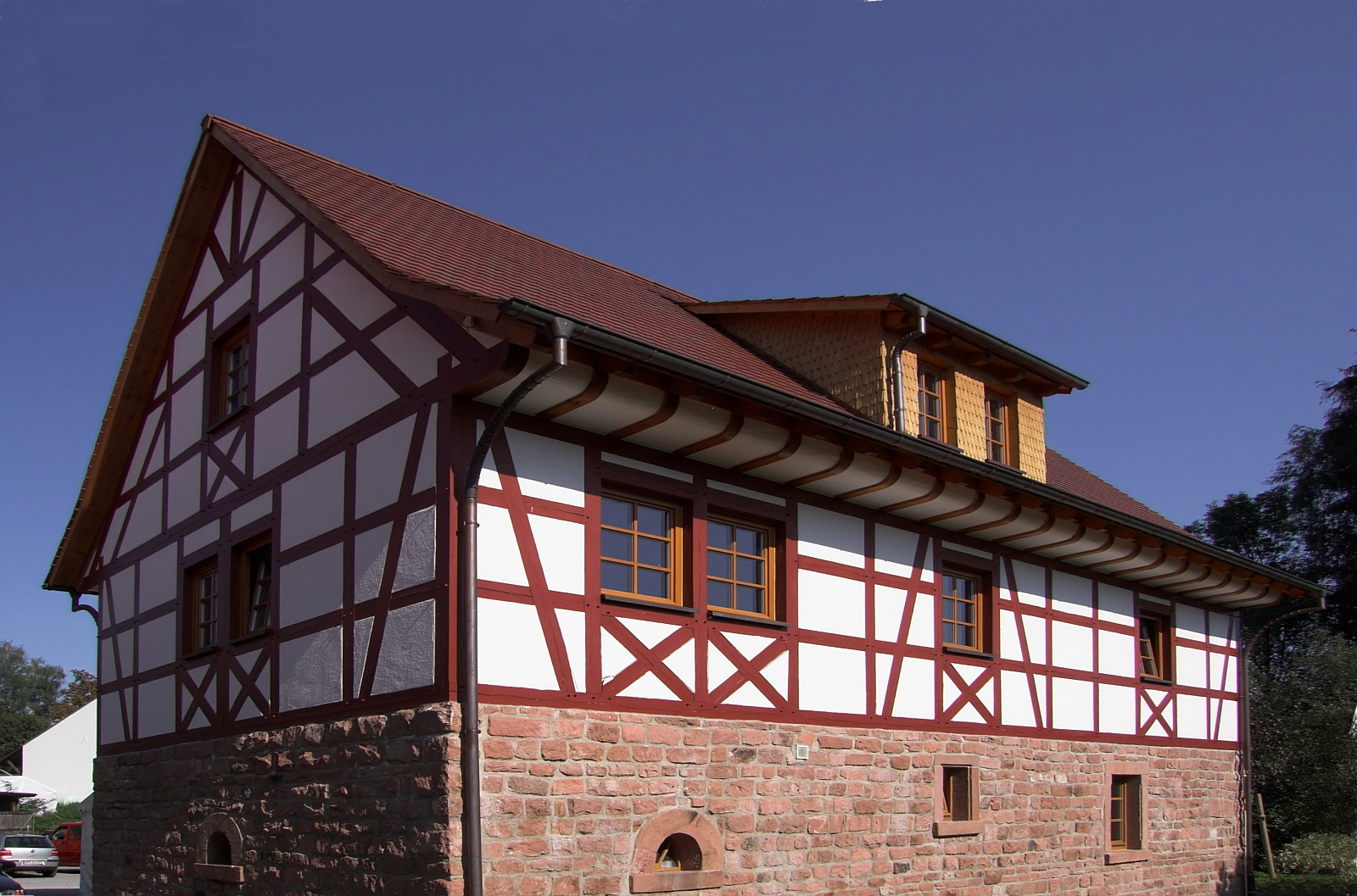
アインハウス

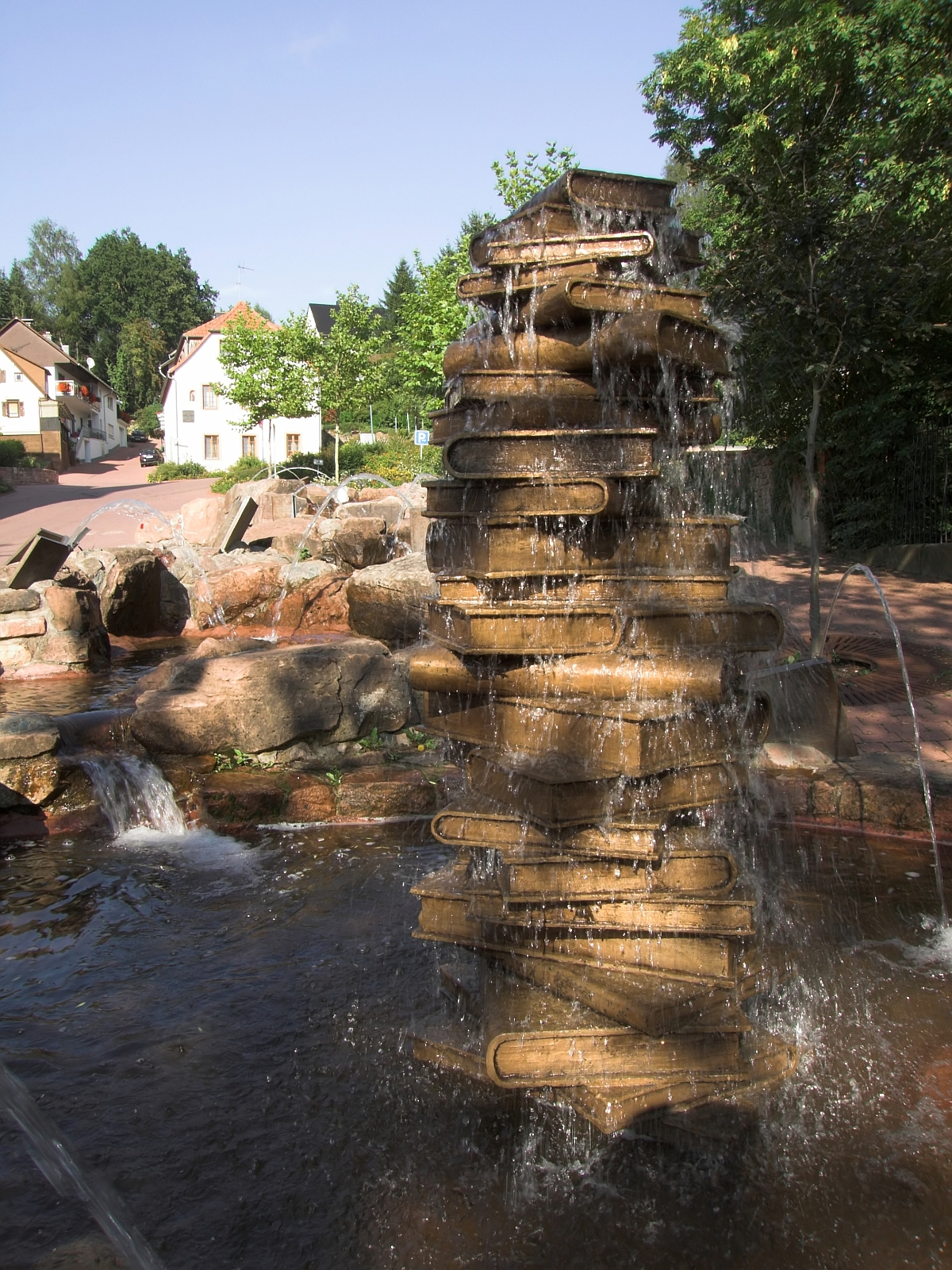
書物の泉

### 図書館
2007年の秋にユーバーヴァルト・ギムナジウムは新しい図書館メディア・情報センターをオープンさせた。2008年4月からは学生だけでなく周辺町村の住民も利用できるようになっている。

### 博物館

#### 郷土博物館
郷土博物館は、1988年から町の中心にある旧町役場で運営されている。この建物は1594年に建設されたものである。この博物館にはヴァルト＝ミヒェルバッハの歴史上の発展に関する資料が展示されているほか、特別展も開催される。

#### Stoewer博物館
Stoewer博物館は、町の中心部に近い旧貯蓄銀行の建物を利用して2002年に開館した。Stoewer社シュテッティン工場（en:Stoewer参照）の製品コレクションを展示している。博物館の中心は、1階に展示された自動車である。そのほとんどが修理され、走行できる状態で展示されている。Stoewer社のその他の製品、ミシンやタイプライター、オートバイも展示されている。この博物館はシュテッティン出身の収集家が運営する個人博物館である。2005年には創設者の栄誉を称え、町の中心部と博物館を結ぶ通りが「Stoewer通り」と名付けられた。

### 建築
ユーバーヴァルトのアインハウスはユーバーヴァルト博物館・文化協会と無給のボランティアによって、2005年に完成した。住居、地下貯蔵庫、家畜小屋、納屋が一つの建物に統合されたものである。アインハウスとはこうした構造の建物の古い呼称である。現在では町の結婚式場やサークル活動に利用される多目的スペースとなっている。2006年にはアインハウス前にビュッヒャーブルンネン（書物の泉）が造られた。ここには取り壊された市の塔があった。この塔はアダム・カリロンの小説『ミヒャエル・ヘリー』の主人公の住まいとして描かれている。書物の泉は、この文学的に重要な場所を示すものである。

## その他

### ハルトベルク
ヴァルト＝ミヒェルバッハのジーデルスブルン地区には海抜593mのオーデンヴァルトで3番目に高い山であるハルトベルクがある。その山頂には高さ135mのヘッセン放送の送信塔がある。ハルトベルクの別の側からはオーデンヴァルト越しやライン渓谷越しの素晴らしい眺望が望める。

### 年中行事
- 郷土祭（7月の第1週末）
- Fumaba
- 通りの市
- キルメス[訳注 1]（8月の最終日曜日）
- クリスマス市
- 映画会（毎月第2土曜日）

## 保健機関
ジーデルスブルン地区のハルトベルクの斜面にはハルトベルク専門病院がある。システマティックな催眠療法を用いた精神療法や依存症治療を行う専門病院で、160人の患者がいる。

## 人物

### 出身者
- アダム・カリロン（1853年 - 1938年）作家、医師
- ハインリヒ・シュラーフ（1890年 - 1970年）コロネット社の創始者
- カール・キューベル（1909年 - 2006年）カール・キューベル財団の創始者
- オイゲン・バッハマン（1913年 - 1975年）州議会議員(CDU)。ヴァルト＝ミヒェルバッハ町長（1948年から1975年まで）
- ロタール・マーク（1945年 - ）SPDの政治家

### ゆかりの人物
- ハラルト・ツア・ハウゼン（1936年 - ）ウィルス学研究家。2008年ノーベル生理学・医学賞受賞者
- イュルゲン・ゲルラハ（1938年 - ）動物愛護党代表者（2001年から2007年まで）

## 訳注
1. ↑  キルメス (ドイツ語: Kirmes) は教会開基祭を起源とする民俗祭である。